# Calibri
Calibri (/kəˈliːbri/) là một họ phông chữ sans-serif kỹ thuật số được thiết kế theo phong cách nhân văn hoặc hiện đại. Nó được Luc(as) de Groot thiết kế vào năm 2002–2004 và phát hành ra công chúng vào năm 2007, cùng với Microsoft Office 2007 và Windows Vista. Trong phiên bản Microsoft Office 2007, nó thay thế Times New Roman làm phông chữ mặc định trong Word và thay thế Arial làm phông chữ mặc định trong PowerPoint, Excel, Outlook và WordPad. De Groot đã mô tả thiết kế bo tròn tinh tế của nó là có sự "ấm áp và mềm mại".
Calibri là một phần của bộ phông chữ ClearType, một bộ phông chữ từ các nhà thiết kế khác nhau được phát hành cùng với Windows Vista. Tất cả đều bắt đầu bằng chữ C để phản ánh rằng chúng được thiết kế để hoạt động tốt với hệ thống kết xuất văn bản ClearType của Microsoft, một công cụ kết xuất văn bản được thiết kế để làm cho văn bản rõ ràng hơn để đọc trên màn hình tinh thể lỏng. Các phông chữ khác trong cùng bộ là Cambria, Candara, Consolas, Constantia và Corbel.

## Đặc điểm
Calibri có phần thân và góc được bo tròn tinh tế có thể nhìn thấy ở kích thước lớn hơn. Dạng nghiêng của nó bị ảnh hưởng bởi chữ viết tay, có thể thấy trong nhiều loại phông chữ sans-serif hiện đại khác.
Phông chữ bao gồm các ký tự từ chữ Latinh, Latinh mở rộng, Hy Lạp và Kirin. Calibri sử dụng rộng rãi định dạng OpenType phức tạp, nó có một loạt các chữ ghép cũng như chữ gạch chân, các chỉ số (số được bao quanh bởi các vòng tròn) lên đến 20, và hai ký tự f và g có thể truy cập luân phiên được bằng cách bật bộ cách điệu thứ tư và thứ năm. Một số tính năng trong Calibri vẫn không được hỗ trợ trên Microsoft Office, bao gồm chữ hoa nhỏ, khoảng cách viết hoa, ký tự chỉ số trên và chỉ số dưới, khả năng tạo phân số một cách tùy ý, chúng có thể được tạo ra bằng các chương trình như Adobe InDesign.
Một sự nhầm lẫn ở Calibri là có một cặp ký tự dễ gây nhầm lẫn: chữ cái viết thường L và chữ cái viết in hoa i (l và I) trong hệ thống chữ Latinh giống hệt nhau nên không thể phân biệt được. Tuy nhiên, điều này đúng với nhiều phông chữ phổ biến khác.
Thiết kế có vài điểm tương đồng với họ phông chữ TheSans (một phông chữ phong cách nhân văn) của de Groot và có những điểm tương đồng với các phông chữ phong cách nhân văn khác, mặc dù các ký tự có phần đầu thẳng hơn là các phông chữ khác.
Tính đến năm 2017, một phiên bản chữ Hebrew đang trong quá trình phát triển. De Groot cũng đã nói vào năm 2016 rằng ông ấy muốn thêm các chữ cái trong bảng chữ cái tiếng Bulgaria nếu có thể vào một ngày nào đó.

## Khả dụng

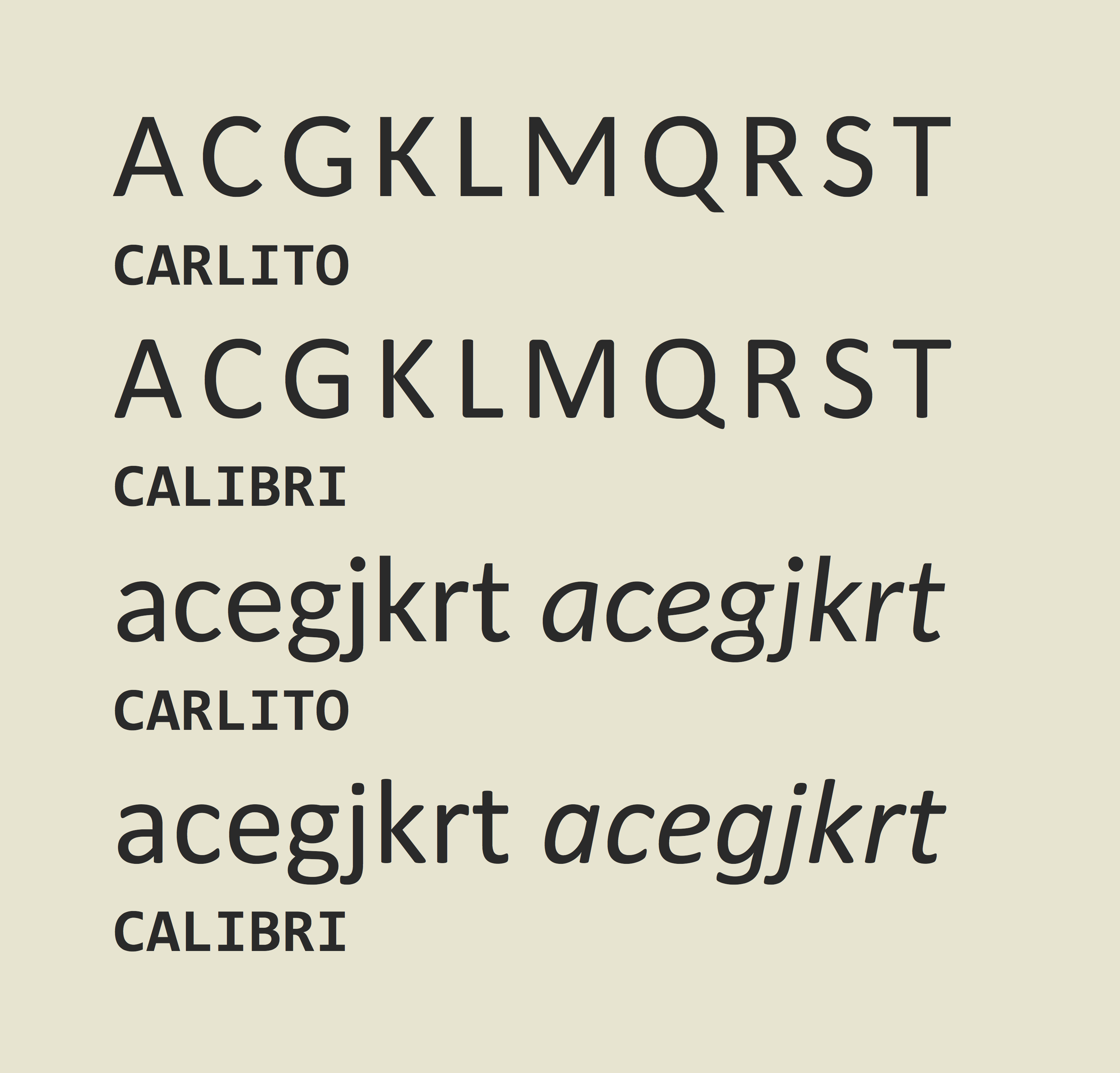
So sánh Calibri và Carlito trong một số ký tự khác nhau

Calibri là phông chữ mặc định của Microsoft Office và nhiều phần mềm khác của Microsoft. Joe Friend, người quản lý chương trình về bản phát hành Microsoft Office Word 2007, giải thích rằng quyết định chuyển sang Calibri là do mong muốn làm cho phông chữ mặc định được tối ưu hóa việc hiển thị trên màn hình: "Chúng tôi tin rằng ngày càng nhiều tài liệu không bao giờ được in ra nhưng chỉ được sử dụng trên thiết bị kỹ thuật số" và mục đích là để đạt được "giao diện hiện đại".
Do sự phát triển lâu dài của Windows Vista, quá trình phát triển của Calibri – từ năm 2002 đến năm 2005 – diễn ra được vài năm trước khi phát hành hệ điều hành đó. Nó được giới thiệu lần đầu tiên trong phiên bản beta năm 2005 của Windows Vista, sau đó có tên mã là Longhorn, và lần đầu tiên có sẵn để sử dụng với phiên bản Beta 2 của Microsoft Office 2007, được phát hành vào ngày 23 tháng 5 năm 2006. Calibri và các phông chữ còn lại trong bộ phông chữ ClearType cuối cùng đã được phát hành cho công chúng vào ngày 30 tháng 1 năm 2007, kể từ khi nó được phát hành với hầu hết các môi trường phần mềm của Microsoft.
Calibri cũng được phân phối trên Excel Viewer, PowerPoint Viewer, Microsoft Office Compatibility Pack cho Windows và Open XML File Format Converter dành cho MacOS. Để có thể sử dụng trong các hệ điều hành và ứng dụng web khác, đơn vị phát hành có thể xin giấy phép từ Ascender Corporation và công ty mẹ là Monotype Imaging.
Phông chữ Calibri Light đã được giới thiệu trong Windows 8 và đã được thêm vào Windows 7 và Windows Server 2008 R2 như một phần của bản cập nhật phần mềm. Bắt đầu với Microsoft Office 2013, Calibri Light là phông chữ mặc định cho bản trình chiếu trong PowerPoint và tiêu đề văn bản trong Word.
Vào năm 2013, Google đã phát hành một phông chữ được cấp phép tự do có tên là Carlito, phông chữ này tương thích với số liệu của Calibri và là một phần của Chrome OS. Khả năng tương thích theo số liệu của Carlito đảm bảo người dùng Chrome OS có thể hiển thị và in một cách chính xác tài liệu sử dụng phông chữ Calibri mà không làm hỏng bố cục của tài liệu đó. Phông chữ Carlito được thiết kế dựa trên phông chữ mã nguồn mở trước đây là Lato.
Vào ngày 28 tháng 4 năm 2021, có thông báo rằng Microsoft sẽ thay thế Calibri bằng một phông chữ mặc định mới trên các sản phẩm của Microsoft..

## Giải thưởng
Calibri đã giành được giải thưởng TDC2 2005 từ câu lạc bộ Type Directors trong hạng mục Type System. Kiểu chữ Ả Rập của Calibri đã giành được giải nhì của GRANSHAN 2016.

## Vấn đề an ninh và chính trị
Do Calibri là phông chữ mặc định của Microsoft Office, nên các tài liệu được cho là có ngày tạo trước khi phông chữ này được phát hành mà lại sử dụng phông chữ đó sẽ bị cho là giả mạo.
Vào năm 2017, phông chữ này đã thu hút sự chú ý từ công chúng như bằng chứng trong vụ án "Tài liệu Panama" liên quan đến chính phủ Pakistan (còn được gọi là Fontgate), trong đó một tài liệu được cung cấp bởi Maryam Safder (con gái của cựu Thủ tướng Nawaz Sharif) được cho là đã ký vào tháng 2 năm 2006 được đánh máy bằng Calibri. De Groot nói rằng không thể nào tài liệu là thật, đó có thể là bằng chứng cho rằng tài liệu này là giả, do tài liệu trên được cho là từ năm 2006, nhưng phông chữ này chưa được phát hành vào thời gian đó.